# Te chiammavo Maria/Schiavo senza catene
Te chiammavo Maria/Schiavo senza catene è il 18° singolo di Mario Merola, pubblicato nel 1964.

## Descrizione
Il disco contiene due cover.

## Tracce
Lato A
- Te chiammavo Maria (Nello Franzese - Giordano)

Lato B
- Schiavo senza catene (V. Annona - De Dominicis)